# Ли, Черами
Черами Ли (англ. Cherami Leigh, род. 19 июля 1988, Даллас) — американская актриса кинематографа и озвучивания. Она озвучила ряд англоязычных версий аниме-сериалов и видеоигр для компаний Funimation, Bang Zoom! Entertainment, NYAV Post, Studiopolis и Viz Media.

## Биография
Ли родилась 19 июля 1988 года. Она начала сниматься в возрасте шести лет. С девяти лет изучала технику Мейснера у Нэнси Шартье. В детстве она сыграла Гретхен в «В поисках Севера», Марсию в «Темпл Грандин», маленькую Лиэнн Раймс в «Отпуск в твоем сердце», Стейси Андерсон в «Человеке президента» и несколько раз появлялась в сериале «Крутой Уокер: Правосудие по-техасски». 
Ли училась в средней школе Хеврона в Кэрроллтоне. Она изучала театральное искусство в колледже Коллин в Плано, штат Техас. Она также работала на Radio Disney в качестве ди-джея с озвучиванием рекламных роликов для ABC Radio в течение 10 лет.
В 2013 году она переехала в Лос-Анджелес, где продолжила озвучивать и начала сниматься в фильмах.

## Личная жизнь
13 апреля 2014 года Ли вышла замуж за коллегу-актера Джона Кристи, с которым встречалась с 2010 года.

## Избранная фильмография
| Год  |   | Русское название | Оригинальное название | Роль         |
| ---- | - | ---------------- | --------------------- | ------------ |
| 2014 | с | Бесстыжие        | Shameless             | Робин Хассек |

## Награды и номинации
| Год  | Награда                           | Категория                              | Работа                           | Result    | Источник |
| ---- | --------------------------------- | -------------------------------------- | -------------------------------- | --------- | -------- |
| 2021 | 17th British Academy Games Awards | Исполнитель главной роли               | Ви (Cyberpunk 2077)              | Номинация | [ 5 ]    |
| 2023 | 7th Crunchyroll Anime Awards      | Лучшее озвучание (на английском языке) | Котаро Сато (Kotaro Lives Alone) | Номинация | [ 6 ]    |